# Stenoplastis persimilis
Stenoplastis persimilis är en fjärilsart som beskrevs av Paul Dognin 1913. Stenoplastis persimilis ingår i släktet Stenoplastis och familjen tandspinnare. Inga underarter finns listade i Catalogue of Life.